# Lambros Foundoulis

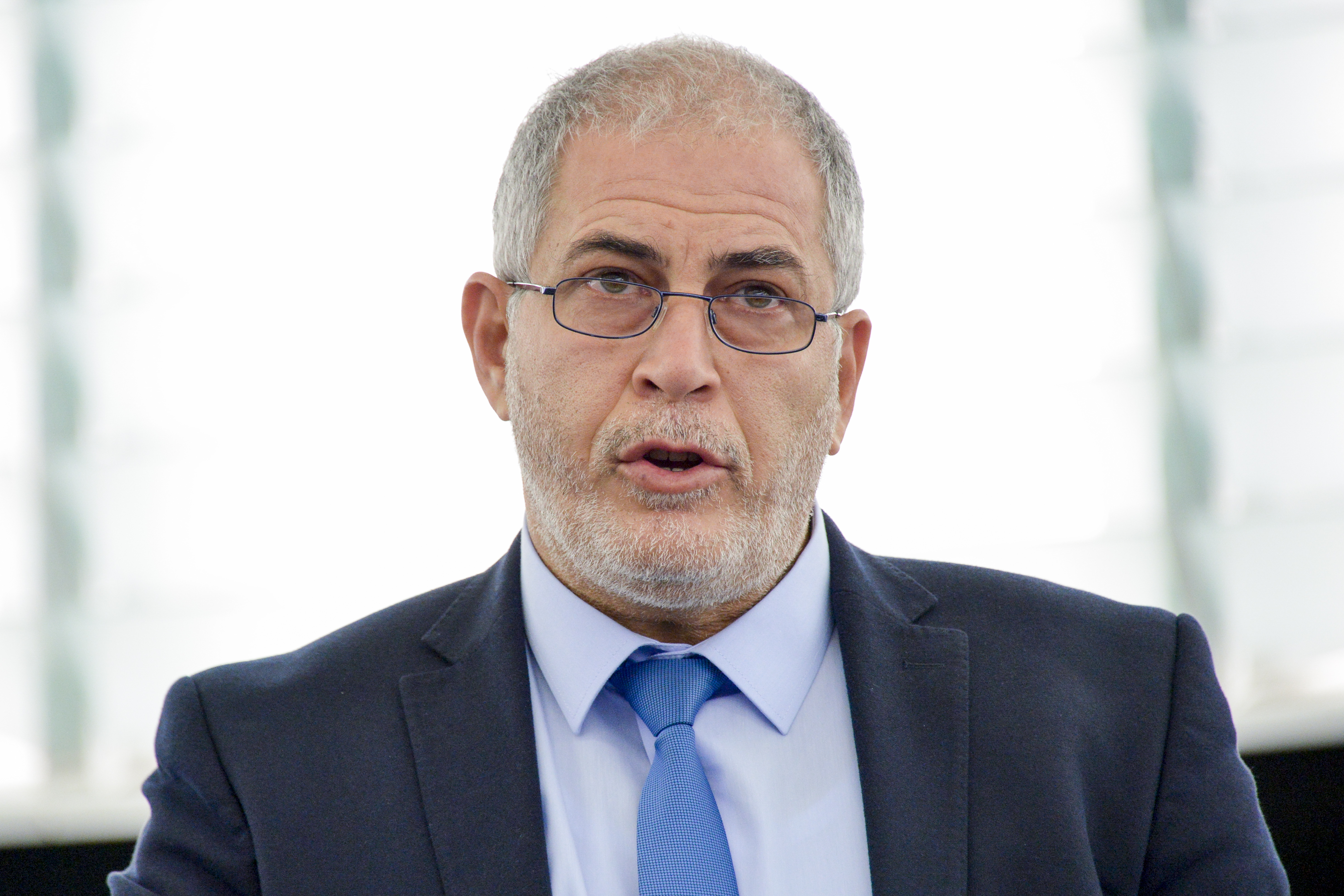
Lambros Foundoulis, 2016

Lambros Foundoulis (auch Lampros Fountoulis, griechisch Λάμπρος Φουντούλης; * 23. Januar 1961 in Nea Ionia Attikis) ist ein griechischer Politiker der Chrysi Avgi.

## Leben
Foundoulis war von 2014 bis 2019 Abgeordneter im Europäischen Parlament. Dort war er Mitglied im Ausschuss für Beschäftigung und soziale Angelegenheiten und in der Delegation im Ausschuss für parlamentarische Kooperation EU-Russland.